# スペインサッカー連盟
スペインサッカー連盟（スペインサッカーれんめい、スペイン語: Real Federación Española de Fútbol, 略称: RFEF）は、スペインにおけるサッカーを統括する組織である。本部はマドリード近郊のラスロサス市に置かれる。

## 概要
1909年10月14日に「Federación Española de Clubs de Football」として設立され、1913年9月29日に正式に設立された。
ラ・リーガが主催するプリメーラ・ディビシオンとセグンダ・ディビシオンの競技委員会（トロフィーの取り扱いを含む）を運営している。また、各地域のサッカー連盟の協力を得て、セグンダ・ディビシオンBとテルセーラ・ディビシオンも運営している。
男子代表、女子代表、ユース代表の監督を任命する役割も担っている。さらにフットサルスペイン代表も同連盟に所属している。2022年時点で、連盟には30,052の登録クラブと1,137,651の連盟所属サッカー選手がいる。

## 主催
- セグンダ・ディビシオンB
- テルセーラ・ディビシオン[注釈 1]
- コパ・デル・レイ
- スーペルコパ・デ・エスパーニャ
- コパ・フェデラシオン[注釈 2]

## 組織
- サッカースペイン代表
- サッカースペイン女子代表
- U-23サッカースペイン代表
- U-21サッカースペイン代表